# Белая медведица
«Белая медведица» — российский фильм, главную роль в котором сыграла абсолютная чемпионка мира по боксу в среднем весе Наталья Рагозина.

## Сюжет
К чемпиону Советского союза по боксу Платошину в сибирскую тайгу приезжает его друг промоутер Вадим Голиков. Там он замечает неплохие боксёрские способности у внучки Платошина Александры и приглашает её в Москву, чтобы сделать из неё профессиональную боксёршу. Первый же бой оказывается против чемпионки мира в двух весовых категориях американки Джоан Миллер, который Платошина выигрывает. После этого Александра хочет уехать из Москвы обратно в Сибирь, но по условиям контракта она должна защитить свой титул в бою с Эмилией Санчес. Промоутер предлагает Платошиной сдать матч, что принесёт ему колоссальные деньги в тотализаторе. Александра не соглашается на это, и во втором раунде посылает Санчес в нокаут. Сразу же после боя она уезжает к деду в Сибирь.

## В ролях
- Наталья Рагозина — Александра Платошина
- Александр Пороховщиков — Андрей Андреевич Платошин, дед Александры
- Юрий Беляев — Леонид Павлович Хряпа, тренер Платошиной
- Егор Бероев — Павел Васильков
- Юрий Осипов — Вадим Юрьевич Голиков, промоутер Платошиной
- Александр Аноприков — Олег
- Борис Шевченко — Семён Середа
- Андрей Тартаков — Борис Соломин

## Съёмочная группа
- Автор сценария: Дин Махаматдинов
- Режиссёр-постановщик: Дин Махаматдинов
- Оператор: Андрей Гуркин,
- Художник-постановщик: Фотис Петровский
- Композитор: Лев Ростовский, Ангелина Романенко
- Звукорежиссёр: Роман Макеев, Сергей Садыков
- Монтаж: Алексей Макаров

## Награды
- 2008 — Гран-при Пятого международного кинофестиваля спортивных фильмов «Атлант» за лучший художественный фильм о спорте.